# Саммит Россия — США на Аляске (2025)
Саммит Россия — США на Аляске (англ. 2025 Russia–United States summit; «саммит Путина и Трампа» и встреча Владимира Путина с Дональдом Трампом) — встреча на высшем уровне между президентом России Владимиром Путиным и президентом США Дональдом Трампом в Анкоридже, 15 августа 2025 года. Встреча была посвящена поиску путей завершения российско-украинской войны.
Эта встреча стала первым полноформатным двусторонним саммитом между лидерами России и США с момента переговоров в Женеве в июне 2021 года, проходивших во время президентского срока Джо Байдена, и первым после начала российско-украинской войны. Выбор Аляски в качестве места проведения саммита рассматривается аналитиками как символический жест, подчёркивающий географическую близость двух стран в этом регионе и стремление к диалогу в нейтральной, вне-столичной обстановке.

## Предыстория
Возобновление диалога на высшем уровне между Россией и США в 2025 году стало результатом комплекса политических и дипломатических процессов, инициированных после возвращения Дональда Трампа на пост президента США по итогам выборов 2024 года. Ключевым элементом его предвыборной кампании было обещание добиться прекращения российско-украинского конфликта (прежде всего активных боевых действий на территории Украины, начавшихся с российского вторжения 24 февраля 2022 года). Трамп неоднократно утверждал, что намерен добиться этого «с первого дня» президентства и заявлял о готовности начать переговоры ещё до инаугурации. Уже 12 февраля 2025 года состоялся неожиданный телефонный разговор Трампа и Путина — первый прямой контакт лидеров с 2022 года, который положил начало серии дипломатических инициатив. Вслед за этим госсекретарь США Марко Рубио встретился с министром иностранных дел России Сергеем Лавровым в Саудовской Аравии, выбранной в качестве нейтральной площадки для обсуждения условий возможного мирного процесса.
В первые месяцы второго срока Трамп совмещал публичные заявления на платформе Truth Social с неформальными дипломатическими инициативами. Его первоначальная риторика, включавшая утверждения о нежелании «причинять вред России», постепенно сместилась в сторону более жёсткой линии. К маю 2025 года его публикации, которые Кремль охарактеризовал как «эмоциональные», содержали прямые призывы к Путину прекратить боевые действия, в том числе сообщения вроде «Владимир, стоп!» и обращения с требованием положить конец «кровопролитию». Переломным моментом стало заявление Трампа 14 июля 2025 года во время переговоров с генеральным секретарём НАТО Марком Рютте в Овальном кабинете. Тогда он объявил 50-дневный ультиматум для достижения мирного соглашения, пригрозив в противном случае ввести 100%-ные пошлины для стран, сотрудничающих с Россией. Уже 28 июля, после встречи с премьер-министром Великобритании Киром Стармером, Трамп резко сократил этот срок до 10—12 дней, объяснив решение отсутствием ощутимого прогресса в переговорах.

## Ход событий

### Подготовка
За день до истечения нового дедлайна от Трампа, 6 августа 2025 года, спецпосланник президента США Стив Уиткофф провёл встречу с Путиным в Москве. Она была охарактеризована обеими сторонами как «высокопродуктивная». По её итогам было достигнуто принципиальное согласие на личную встречу лидеров. О проведении саммита Трамп объявил 8 августа 2025 года, оставив сторонам всего неделю для решения сложных логистических и дипломатических вопросов. При выборе места саммита стороны остановились на Аляске, что было обусловлено как практическими соображениями (географическая близость к России через Берингов пролив), так и символическим значением территории с общей историей (до 1867 года Аляска принадлежала России). Помощник президента России Юрий Ушаков назвал это решение «логичным», отметив, что «Россия и США — близкие соседи», и выразил надежду, что следующая встреча состоится уже на российской территории. Саммит было решено провести на объединённой военной базе Эльмендорф-Ричардсон близ Анкориджа. Эта база, образованная в 2010 году объединением авиабазы Эльмендорф и форта Ричардсон, никогда ранее не принимала действующих российских руководителей, что подчёркивало уникальность события.
Подготовка сопровождалась значительными трудностями. Секретная служба США столкнулась с необходимостью срочно перебросить сотни сотрудников для обеспечения безопасности в условиях географической удалённости и дефицита времени: на момент объявления о саммите в Аляске постоянно находился лишь один агент. Дополнительной проблемой стала нехватка гостиничных мест в Анкоридже: часть делегаций и журналистов разместили в общежитии Университета Аляски и на арене хоккейного клуба «Морские волки». Ситуацию осложняла параллельная подготовка к Генассамблее ООН в Нью-Йорке и визиту вице-президента США Джей Ди Вэнса в Великобританию, что создало дополнительную нагрузку на спецслужбы.
Программа саммита была расписана до минут. Встреча должна была начаться 15 августа в 11:30 по местному времени (22:30 по московскому) с беседы тет-а-тет президентов при участии только переводчиков. Затем планировались переговоры в формате «пять на пять» и «рабочий завтрак» в расширенном составе. Завершиться встреча должна была совместной пресс-конференцией, хотя Трамп заранее не подтверждал своё участие. Отмечалось, что на время саммита запланированные учения американских военных на базе были отменены, а личный состав направлен на обеспечение безопасности мероприятия.

### Прибытие делегаций на Аляску

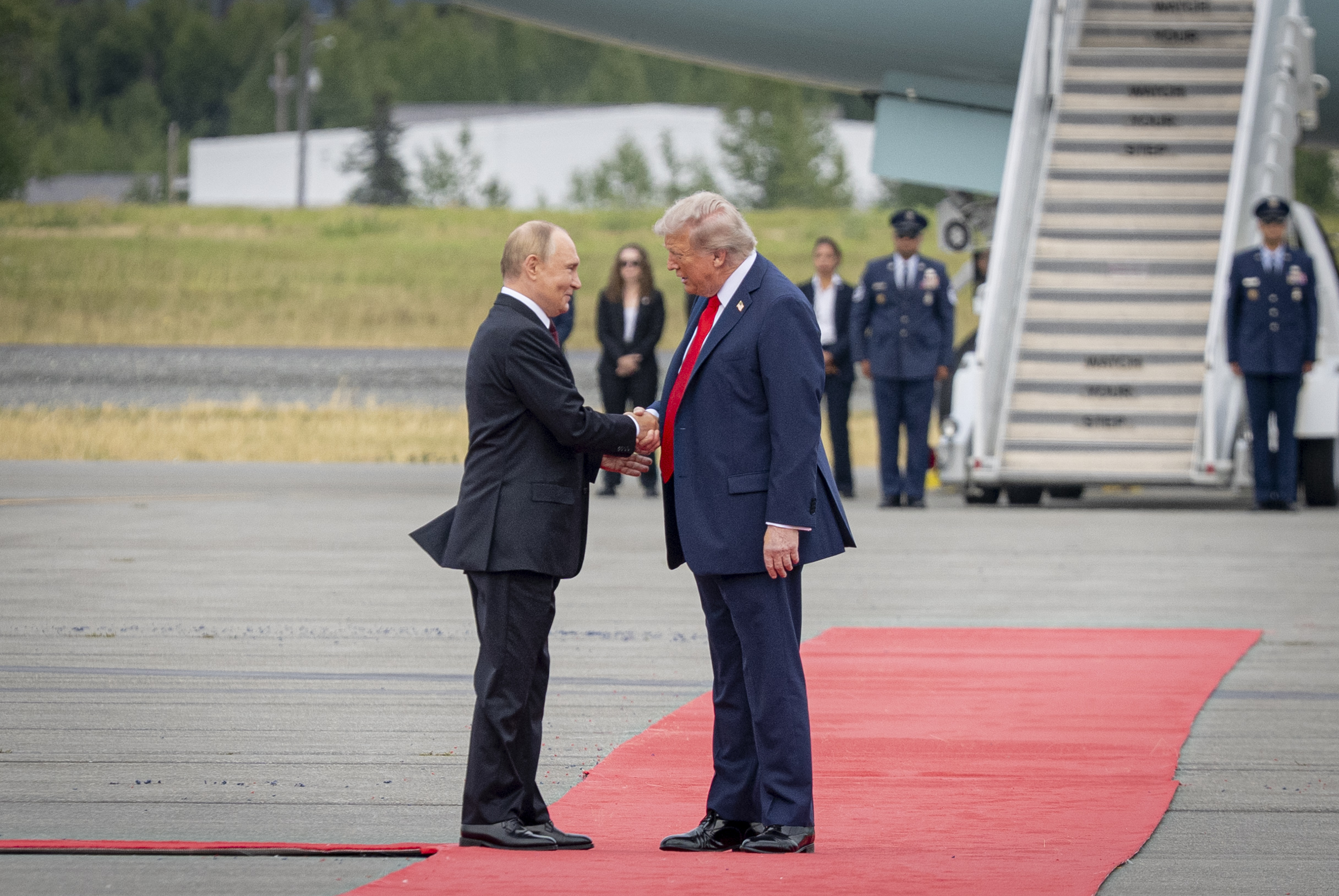
Рукопожатие Путина и Трампа на красной ковровой дорожке

Визит Путина на Аляску стал первым посещением действующим российским лидером этой территории после её продажи США в 1867 году. Для церемонии прибытия была подготовлена красная ковровая дорожка и платформа с надписью «Аляска-2025», а на взлётной полосе были размещены четыре истребителя F-22 Raptor ВВС США как символ военной мощи принимающей стороны. Аэропорт Анкориджа имени Теда Стивенса был выбран несмотря на логистические сложности туристического сезона, так как являлся единственным в штате, соответствовавшим требованиям безопасности и инфраструктуры.
Прибытие делегаций началось в 10:20 по местному времени (21:20 по московскому), когда приземлился Air Force One с Трампом на борту. Американскую делегацию сопровождали ключевые члены администрации, включая госсекретаря Марко Рубио, министра обороны Пита Хегсета, министра финансов Скотта Бессента, министра торговли Говарда Лютника, спецпосланника Стива Уиткоффа, директора ЦРУ Джона Рэтклиффа и сотрудников аппарата Белого дома. До прибытия российской делегации Трамп провёл короткие встречи с губернатором штата Майком Данливи и сенаторами-республиканцами. Российская делегация во главе с Путиным прибыла на борту Ил-96 из Магадана, где президент России ранее проводил совещание по вопросам развития Дальнего Востока. Глава МИД Сергей Лавров появился в свитере с аббревиатурой «СССР».

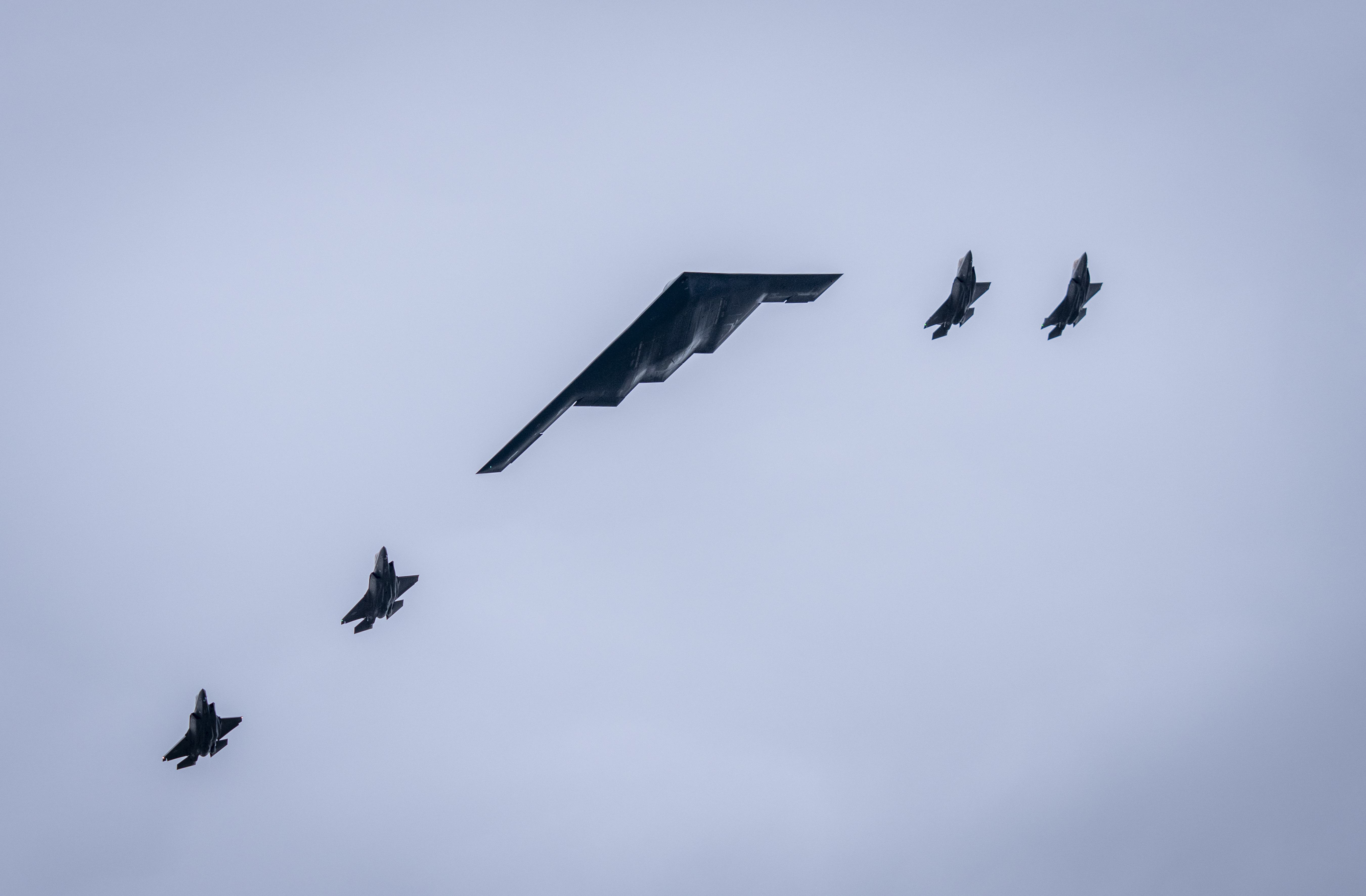
Пролет бомбардировщика B-2 в сопровождении истребителей во время встречи Путина и Трампа

Церемония встречи была организована с точным соблюдением протокола. Лидеры синхронно вышли из самолётов, после чего обменялись кратким рукопожатием на фоне красной дорожки и пролетающих бомбардировщиков B-2 в сопровождении истребителей. Вскоре Трамп пригласил Путина проехать вместе в бронированном лимузине The Beast («Зверь»), отказавшись от отдельного кортежа. Путин согласился, оставив свой автомобиль «Аурус». Поездка длилась около 10 минут и проходила без переводчиков, учитывая знание Путиным английского языка. Жест был воспринят как символический акт доверия: в 2018 году советники Трампа отговорили его от аналогичного предложения лидеру КНДР Ким Чен Ыну.
Вместо формата «один на один» стороны договорились начать переговоры в составе «три на три». Трампа сопровождали госсекретарь Марко Рубио и спецпосланник Стив Уиткофф, Путина — Сергей Лавров и Юрий Ушаков. Присутствие спецпосланника по Украине Кита Келлога было исключено по просьбе Москвы, которая считала его позицию «проукраинской». Во время протокольной фотосессии президенты не ответили на вопросы журналистов о возможном прекращении огня на Украине.

### Встреча

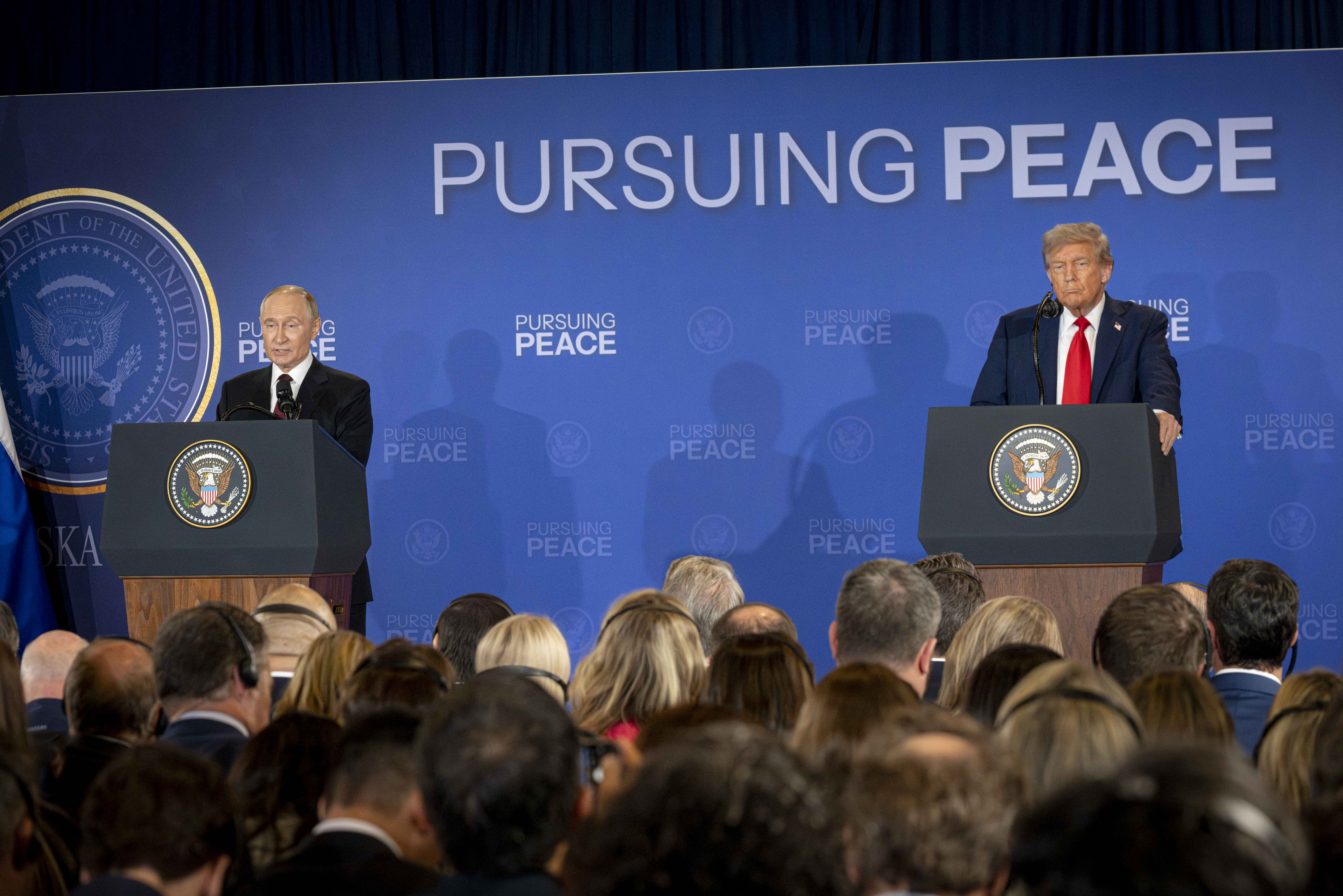
Совместная пресс-конференция Путина и Трампа после встречи

Официальная часть саммита началась 15 августа 2025 года около 11:30 по местному времени (22:40 по московскому) на военной базе Эльмендорф-Ричардсон в Анкоридже. Переговоры в формате «три на три» продолжались 2 часа 45 минут.
Основной темой обсуждения стала российско-украинская война. Путин повторил тезис о том, что вторжение связано с «фундаментальными угрозами» безопасности России и что для урегулирования конфликта необходимо «устранение первопричин кризиса». Трамп сосредоточился на вопросе «гарантий безопасности для Украины» и подтвердил, что обсуждал с Путиным параметры возможной «сделки» между Москвой и Киевом. По его словам, он рекомендовал президенту Украины Владимиру Зеленскому согласиться на неё, поскольку «Россия — очень мощная держава, а Украина — нет». Несмотря на заявления Трампа о «существенном прогрессе» и «очень высокой» вероятности урегулирования, договорённостей о прекращении огня достигнуто не было.
Путин отдельно отметил значимость возобновления межрегиональных и деловых контактов.
Переговоры обе стороны охарактеризовали как «конструктивные» и «доверительные». Путин подчеркнул «взаимоуважительную» тональность и «обстоятельный» характер беседы, отметив стремление администрации США «вникнуть в суть конфликта». Трамп назвал разговор «очень продуктивным», а отношения с Путиным — «замечательными», оценив итоги встречи «на 10 из 10». В то же время он признал отсутствие окончательных договорённостей: «Мы не смогли найти полного понимания. Пока сделки нет».
После завершения узкого формата состоялась краткая совместная пресс-конференция, в ходе которой президенты отказались отвечать на вопросы журналистов. Запланированный рабочий обед и расширенные переговоры в формате «пять на пять» были отменены.

## Оценки
Исполняющая обязанности директора ИСКРАН Наталья Цветкова провела параллель с саммитом в Рейкьявике 1986 года, отметив значение личного взаимодействия лидеров и возможную роль встречи в подготовке будущих договорённостей по контролю над вооружениями (в связи с истечением срока действия СНВ-III в 2026 году), а также в развитии экономического сотрудничества. В то же время ветеран американской дипломатии Дэниэл Фрид и бывший старший сотрудник объединенного подразделения разведки в штаб-квартире НАТО Эдвард Ронг отметили отсутствие уступок со стороны Кремля и подчеркнули риски для Украины, связанные с заявлением Трампа, что «теперь дело за президентом Владимиром Зеленским» и его советом Киеву согласиться на сделку.
В западной прессе оценки также носили критический характер. The Guardian в редакционной статье указала, что саммит «воодушевил Кремль» и ослабил позиции Украины, а в другом материале отметила, что встреча, не приведшая к перемирию, стала «PR-победой Путина». Журнал Time провёл параллель с предыдущими встречами Трампа с Ким Чен Ыном, отметив, что лидер США снова «отдал предпочтение спектаклю перед содержанием», что не принесло практических результатов и нанесло ущерб международному престижу США.

## Реакция
Страны ЕС, а также Украина выражали обеспокоенность в преддверии саммита. Глава дипломатии ЕС Кая Каллас 11 августа подчеркнула, что любые договорённости должны учитывать интересы Украины и ЕС, отметив недопустимость переговоров о будущем Украины без её участия.
Для выработки общей позиции канцлер Германии Фридрих Мерц 14 августа провёл экстренную видеоконференцию с участием президента Украины Владимира Зеленского, председателя Европейского совета Антониу Кошты, главы Еврокомиссии Урсулы фон дер Ляйен и генерального секретаря НАТО Марка Рютте. Вслед за этим состоялась отдельная видеобеседа с президентом США Дональдом Трампом.
В то же время в Москве эти шаги оценили как «попытку саботажа переговорного процесса». Заместитель директора департамента информации МИД РФ Алексей Фадеев заявил, что для ряда европейских правительств эскалация конфликта остаётся «инструментом оправдания милитаризации».